# Maniltoa
Maniltoa es un género de plantas perteneciente a la familia Fabaceae. Es originario de Nueva Guinea y Fiyi.

## Especies
- Maniltoa floribunda
- Maniltoa minor
- Maniltoa vestita
- Maniltoa lenticellata